# Feel Good Radio
Feel Good Radio is een Nederlandse radiozender opgericht in 2007.

## Ontstaan
Tot 2012 zond het station alleen uit als internetzender. In dat jaar werd het station ook actief in Brecht en Essen op een lokale etherfrequentie. Een jaar later werden de uitzendingen via de ether weer beëindigd. 
In december 2014 is Feel Good Radio gestart met uitzendingen voor de Stichting Omroep Pijnacker-Nootdorp. Hiermee is Feel Good Radio de lokale omroep geworden voor de gemeente Pijnacker-Nootdorp. Via twee FM frequenties wordt het signaal verspreid in de gemeente. In februari 2015 is ook gestart met televisie op het digitale kabelnet van Ziggo. Later werden ook de kabelnetwerken van KPN, T-Mobile, Tele 2 en Stichting Kabeltelevisie Pijnacker aan toegevoegd.

## Streekomroep
In 2015 is ook Omroep Rijswijk aangesloten bij Feel Good Radio en op 20 juni van dat jaar startten de uitzendingen op 105.9FM. Eerst werden er twee losse edities gemaakt van de zender, maar door de landelijke ontwikkeling van streekomroepen onder lokale omroepen zijn de uitzendingen van beide zenders gecombineerd. 

## Online nieuwsplatform
Naast het maken van radio werd in 2015 ook gestart met twee online nieuwsplatforms onder de naam Pijnacker-Nootdorp.tv en Rijswijk.tv. In augustus 2018 werd hier ook Leidschendam-Voorburg.tv aan toegevoegd voor de gemeente Leidschendam-Voorburg. Met ruim 25.000 dagelijkse volgers in totaal is de omroep een serieuze nieuwsaanbieder in de gemeenten geworden. In Rijswijk (Zuid-Holland) is de omroep de grootste en meestgelezen nieuwsbron van de gemeente. In Pijnacker-Nootdorp weet de omroep ook veel inwoners te bereiken met dagelijkse nieuwsberichten.

## Themakanaal
In maart van 2022 is Feel Good Radio 60's & 70's Hits als themakanaal toegevoegd aan het aanbod. Dit radiostation is niet alleen bereikbaar via de website maar ook te beluisteren via DAB+ in de regio Haaglanden.